# Арадская архиепископия
Арадская архиепископия (рум. Arhiepiscopia Aradului) — епархия Румынской православной церкви с центром в городе Арад. Входит в состав Банатской митрополии. Объединяет приходы и монастыри жудеца Арад.
Правящий архиерей — Тимофей (Севичу) (с 1984 года), викарий архиепископии — епископ Кришанский Емилиан (Ника) (с 2017 года).
Приходы архиепископии разделены на четыре протопопии (благочиния): Арад, Инеу, Липова и Себиш. В архиепископии насчитываются три монастыря: Ходош-Бодрог, Арад-Гай и Фередеу.

## История
Православные епархии на территории современной Арадской архиепископии существовали с середины XVI века и находились в подчинении Печского патриархата. Известны епископские кафедры в Липове и Иенополе (современный Инеу). В 1706 году епископ Иенопольский Исаия (Джакович) перенёс свою кафедру в Арад, а вскоре епархия вошла в подчинение новообразованной Карловацкой митрополии. 12 декабря 1864 года епархия перешла в юрисдикцию румынской автокефальной Германштадтской митрополии и вместе с ней в 1919 году вошла в состав Румынской православной церкви. В 1949 году епархия передана в состав Банатской митрополии Румынской православной церкви. Одновременно с этим Арадской епархии передали территорию Хунедоарского уезда. С этого момента епархия официально называлась Арадской, Иенопольской и Хэлмаджиуской, пока в 2007 году не была переименована в Арадскую и Хунедоарскую. В 2009 году из состава епархии была выделена Девская и Хунедоарская епархия, а статус епархии повышен до ранга архиепископии.

## Иерархи
- Исаия (Джакович) (1706—1708)

В Карловацкой митрополии
- Иоанникий (Мартинович) (1710—1721)
- Софроний (Раваничанин) (1722—1726)
- Викентий (Йованович) (1726—1731)
- Исаия (Антонович) (1731—1748)
- Павел (Ненадович) (1748—1749)
- Синесий (Живанович) (1751—1768)
- Моисей (Путник) (1768—1770)
- Пахомий (Кнежевич) (1770—1783)
- Петр (Петрович) (1783—1786)
- Павел (Авакумович) (1786—1815)
- Нестор (Йованович) (1829—1830)
- Герасим (Рац) (25 марта 1835 — 15 августа 1850)
- Прокопий (Ивачкович) (14 января 1854 — 12 декабря 1864)

В Германштадтской митрополии
- Прокопий (Ивачкович) (12 декабря 1864 — 7 сентября 1873)
- Мирон (Романул) (3 февраля — 21 ноября 1874)
- Иоанн (Мециану) (30 марта 1875 — 31 декабря 1898)
- Иосиф (Голдиш) (20 июля 1899 — 23 марта 1902)
- Иоанн (Папп) (4 мая 1903 — 23 апреля 1919)

В Румынской православной церкви
- Иоанн (Папп) (23 апреля 1919 — 21 января 1925)
- Григорий (Комша) (14 июня 1925 — 25 мая 1935)
- Андрей (Маджеру) (10 декабря 1935 — 13 мая 1960)
- Николай (Корняну) (15 декабря 1960 — 17 февраля 1962)
- Феоктист (Арэпашу) (16 сентября 1962 — 28 января 1973)
- Виссарион (Аштиляну) (10 июня 1973 — 6 августа 1984)
- Тимофей (Севичу) (с 30 сентября 1984 года)